# Andropogon echinatus
Andropogon echinatus är en gräsart som beskrevs av Michael Pakenham Edgeworth. Andropogon echinatus ingår i släktet Andropogon och familjen gräs. Inga underarter finns listade i Catalogue of Life.